# Faculdade Batista de Minas Gerais
A Faculdade Batista de Minas Gerais (FBMG) é uma instituição batista de ensino superior na cidade de Belo Horizonte. A instituição é parte integrante do Sistema Batista Mineiro (SBME) que, por sua vez, faz parte da Convenção Batista Mineira (Convenção Batista Brasileira). 

## História
A escola foi fundada em 1999.Seus cursos possuem avaliações positivas em revistas de circulação nacional, no meio acadêmico e no Ministério da Educação (MEC). Em 2010 o curso de Administração (bacharelado) obteve 3 estrelas no Guia Abril e foi considerado pelo MEC como um dos 5 melhores da capital mineira.

## Ligações Externas
- Página oficial da Faculdade Batista de Minas Gerais